# Martin Weitzman
Martin Lawrence Weitzman, född 1 april 1942 i New York, död 27 augusti 2019 i Newton, Massachusetts, var en amerikansk nationalekonom.
Weitzman studerade vid Swarthmore College där han 1963 tog en bachelorexamen (B.A.) i matematik och fysik, vid Stanford University där han 1964 tog en masterexamen (M.S.) i statistik och operationsanalys och därefter vid Massachusetts Institute of Technology där han 1967 tog en doktorsexamen (Ph.D.) i nationalekonomi. 1967–1972 var han verksam vid Yale University, 1972–1989 vid Massachusetts Institute of Technology (från 1974 som professor), och sedan 1989 som professor vid Harvard University.

Han bedrev forskning forskning inom naturresursekonomi och miljöekonomi, inte minst ekonomiska aspekter av klimatförändring.
Weitzman skrev tre böcker: The Share Economy: Conquering Stagflation, Income, Wealth, and the Maximum Principle, och, Climate Shock, tillsammans med  Gernot Wagner.
Weitzman var ledamot av American Academy of Arts and Sciences sedan 1986.